# من می‌خواهم مادهوری دیکشیت باشم
من می‌خواهم مادهوری دیکشیت باشم (به هندی: Main Madhuri Dixit Banna Chahti Hoon) فیلمی محصول سال ۲۰۰۳ و به کارگردانی چاندان آرورا است. در این فیلم بازیگرانی همچون آنتارا مالی، راجپال یاداو ایفای نقش کرده‌اند.